# Internationale Tjajkovskij Konkurrence for Unge Musikere
Den Internationale Tjajkovskij Konkurrence for Unge Musikere er junior-afdelingen af den prestigefyldte Internationale Tjajkovskij Konkurrence. Konkurrencen er åben for musikere under 17 år som spiller klaver, violin og cello. Den første, anden og tredje prisvinder får en særlig anbefaling fra Sammenslutningen af Tjajkovskij-konkurrencens Stjerner at gå videre til den senior-afdelingen uden den indledende procedure.
Konkurrencen finder sted i forskellige lande hvert år, hvilket maksimerer muligheden for at deltage i konkurrencen om talentfulde unge musikere fra forskellige geografiske områder. Konkurrencerne har blandt andet været afholdt i Moskva i Rusland, Sendai i Japan, Sankt Petersborg i Rusland, Xiamen i Kina, Kurashiki i Japan, og Suwon i Korea.
Konkurrencen har vist sig at være en mulighed for unge musikere til at blive udsat for sofistikeret publikum, velrenommerede musikere i dommerpanelet, og andre unge musikkolleger fra hele verden. Udover priserne engageres prismodtagerne i koncertrejser arrangeret af organisationskomiteen ved afslutningen af konkurrencen.